# 산적의 딸 로냐
산적의 딸 로냐(스웨덴어: Ronja rövardotter)는 스웨덴의 작가 아스트리드 린드그렌이 1981년에 처음 출판한 어린이 판타지 책이다. 이 책은 1984년 상을 받은 영화, 덴마크와 독일 뮤지컬, 일본 애니메이션으로 각색되었다. 이 책은 최소 39개 언어로 번역되었다.

## 줄거리
로냐는 중세 초기 스칸디나비아 숲속의 성에 살고 있는 도적 일족에서 자라나는 소녀이다. 족장 매트의 외동딸로 언젠가 클랜의 지도자가 될 것으로 예상된다. 그들의 성이었던 마티스의 성은 로냐가 태어난 날 번개에 의해 두 부분으로 나뉘게 되었다. 로냐는 보르카가 이끄는 라이벌 강도 그룹이 성의 다른 절반으로 이동하여 두 밴드 간의 오랜 경쟁을 악화시킬 때까지 마티스의 강도 일족과 함께 그녀의 유일한 회사로 성장한다.
어느 날 로냐는 보르카의 외아들인 비르크 보르카손이 틈 옆에서 빈둥거리고 있는 것을 본다. 그는 그녀가 만난 유일한 아이이기 때문에 그녀는 그가 보르카인 것을 안타깝게 생각한다. 그는 버크가 거의 쓰러질 때까지 끝나지 않는 점프 게임에 그녀를 참여시킨다. 로냐는 그를 구하고 결국 친구가 된다.
다음 겨울은 길고 춥다. 매트의 강도들은 잘 먹고 있지만, 그들의 상대는 틈의 반대편에서 고통받고 있다. 로냐는 비밀 통로를 통해 버크에게 음식을 가져온다. 그들은 매우 가까워졌지만 둘 다 가족에게 말할 수 없다는 것을 알고 있다. 그해 말, 버크는 로냐의 아버지에게 체포되었다. 로냐는 보르카s에 자신을 바쳐 교환을 받아야하지만 결과적으로 그녀의 아버지는 그녀를 부인하고 그녀를 자신의 딸로 인정하기를 거부한다. 버크와 로냐는 숲으로 도망쳐 동굴에 살며 트롤, 숲의 노움, 하피를 포함한 숲의 토착 야생 동물과 함께 여러 가지 끔찍한 모험을 경험한다. 결국 가족들은 불화를 회개하고 모두가 재결합하지만 이야기는 로냐와 버크가 강도의 삶이 자신들을 위한 것이 아니라고 결정하는 것으로 끝난다.